# 保罗·弗里曼 (共产主义者)
保罗·弗里曼（Paul Freeman，约1884年—1921年7月24日）是一位政治活动家，曾在1919年被澳大利亚政府驱逐出境，之后便开始担任共产国际（第三国际）和澳大利亚共产党之间的联络员。

## 生平
弗里曼出身不明，有可能是美国人。他于1909年来到澳大利亚，在新南威尔士州的布罗肯希尔生活了数年，其间参与了左翼激进组织的活动。他后来在昆士兰州当过矿工和探矿员。1918年，弗里曼在埃利奥特山铜矿领导了一场罢工行动，之后澳政府依据《1914年战争预防法》，未经审判便将弗里曼驱逐出境。弗里曼被驱逐一事成了澳大利亚劳工运动界轰动一时的大案，澳大利亚劳工运动活动者試圖采取行动阻止，但最终未能阻止弗里曼被驱逐。
1920年，弗里曼前往苏俄，获得了布尔什维克革命家费奥多尔·谢尔盖耶夫的赞助，后者之前曾在澳大利亚度过一段时间。弗里曼之后改用化名，被派往澳大利亚，支援当地的共产主义运动，但却被卷入了派系冲突當中。1921年，弗里曼返回俄国，领导澳大利亚驻共产国际和赤色职工国际的代表团。后来保罗·弗里曼在螺旋桨驱动火车事故中遇难，他也成了为数不多的被葬入克里姆林宮紅場墓園的西方国家公民之一。